# Val d'Ayas
La Val d'Ayas è una vallata alpina situata in Valle d'Aosta, collocandosi ai piedi del massiccio del Monte Rosa.

## Toponimo
La denominazione Val d'Ayas è moderna, utilizzata principalmente in seguito alla nascita dell'alpinismo, allorquando il territorio di Ayas, in cima alla valle, divenne allora un polo d'attrazione in tal senso. La cartografia precedente utilizza la denominazione Val Challant o Val de Challant-Ayas.

## Geografia
La val d'Ayas è una valle laterale della Valle d'Aosta, situata sulla sinistra orografica della Dora Baltea. Confina a nord con il Vallese (Svizzera), ad est con la valle del Lys, a sud con la valle della Dora Baltea e ad ovest con la Valtournenche.

### Orografia

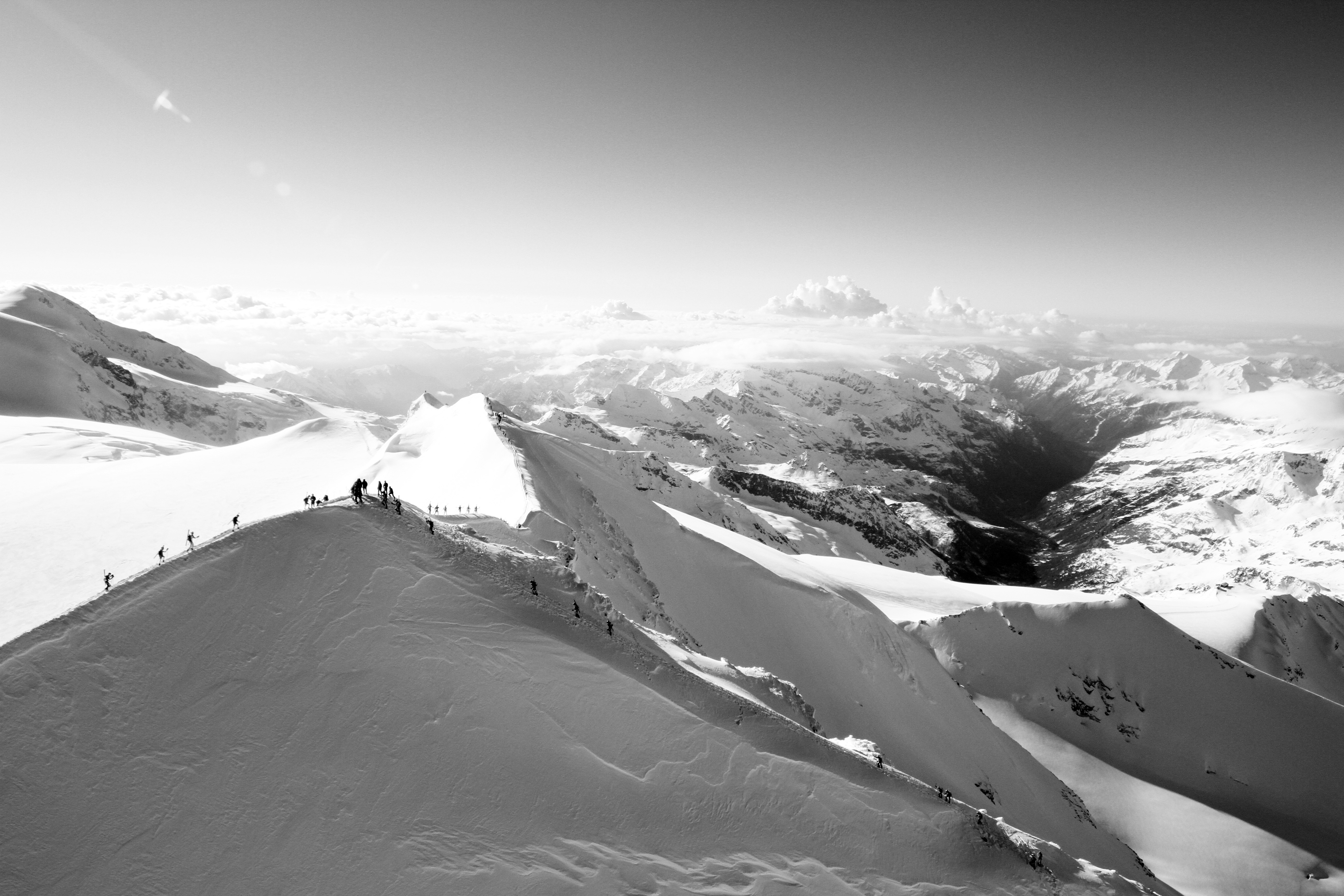
Monte Castore

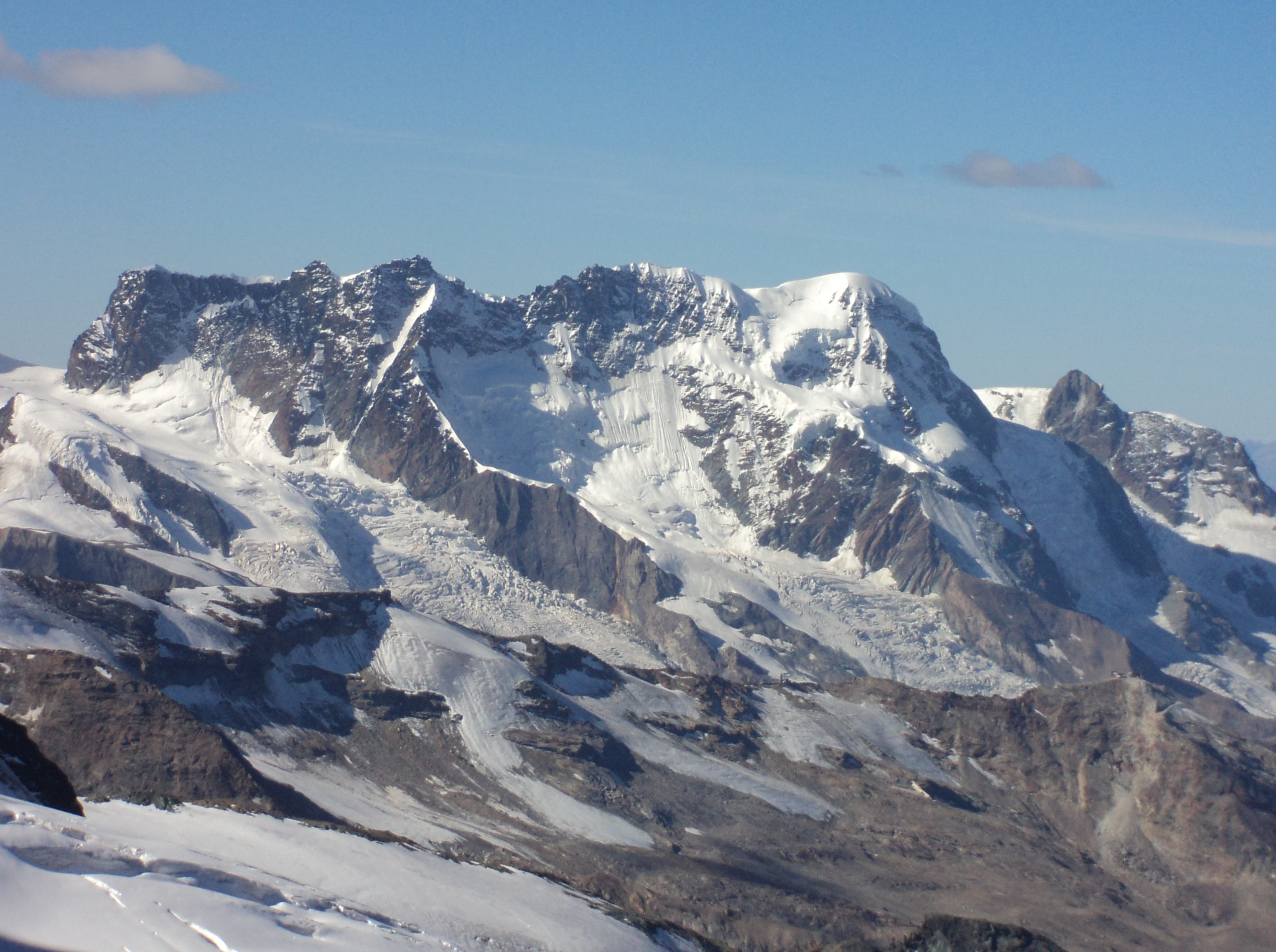
Monte Breithorn

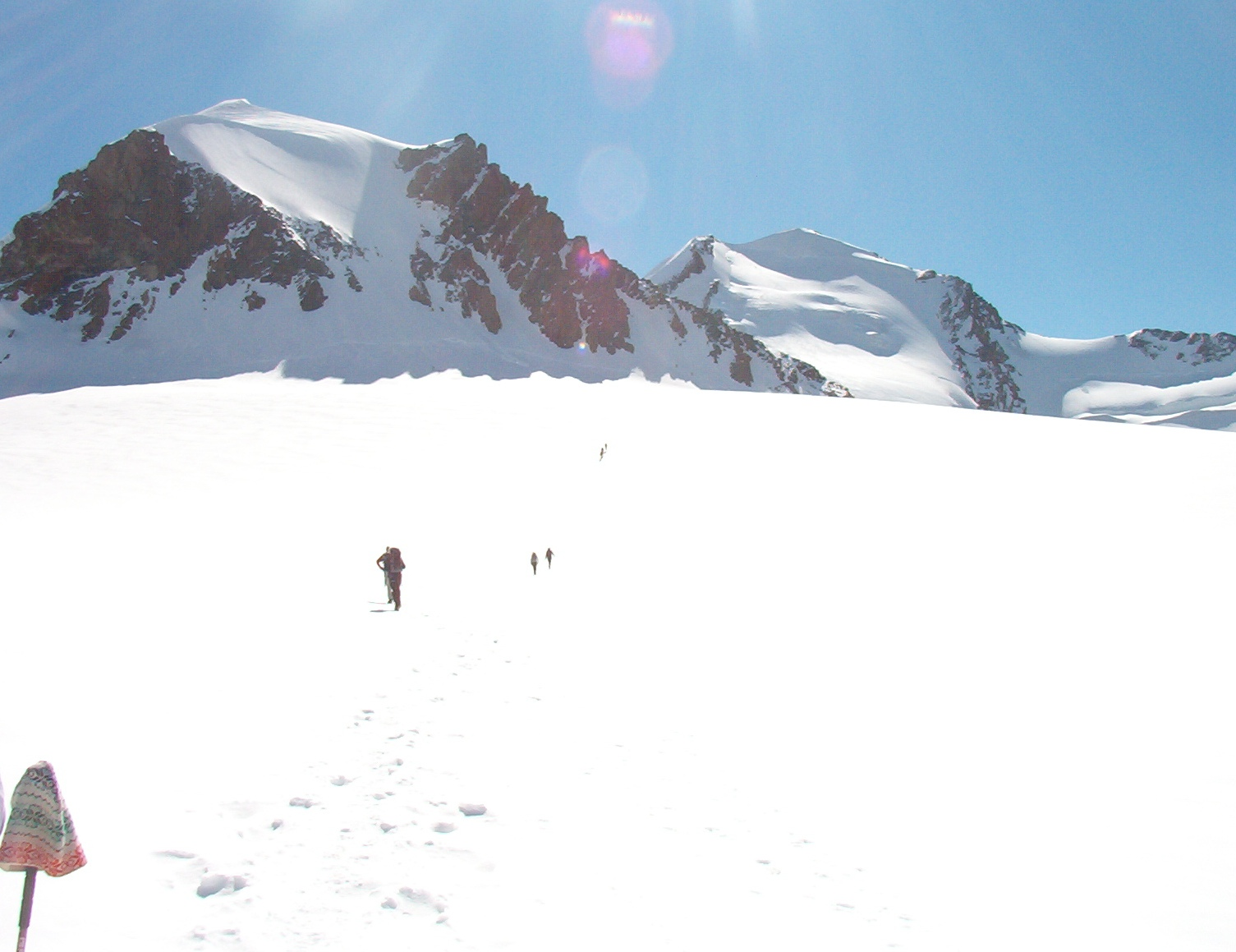
Grande Ghiacciaio di Verra

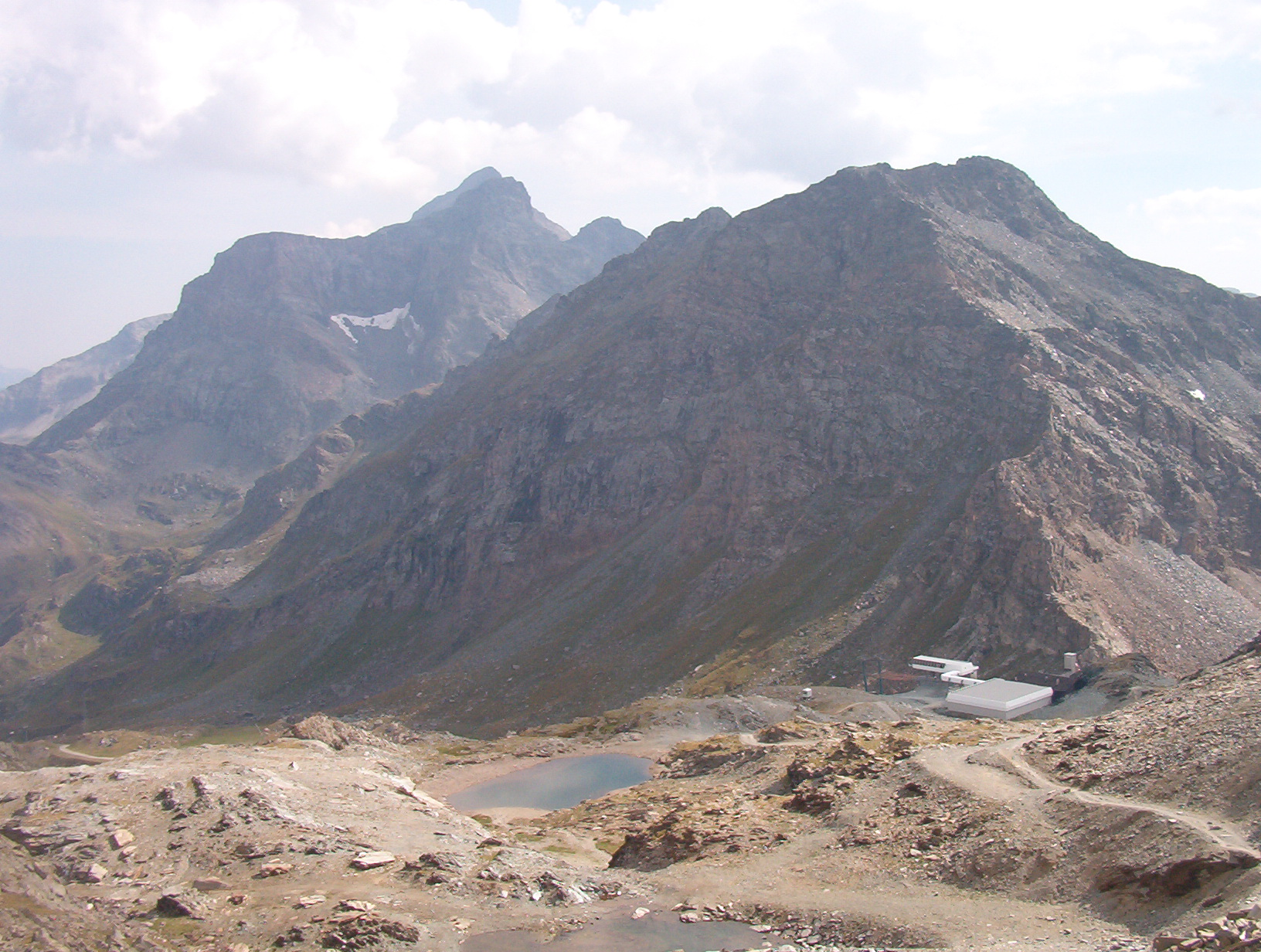
Colle Bettaforca

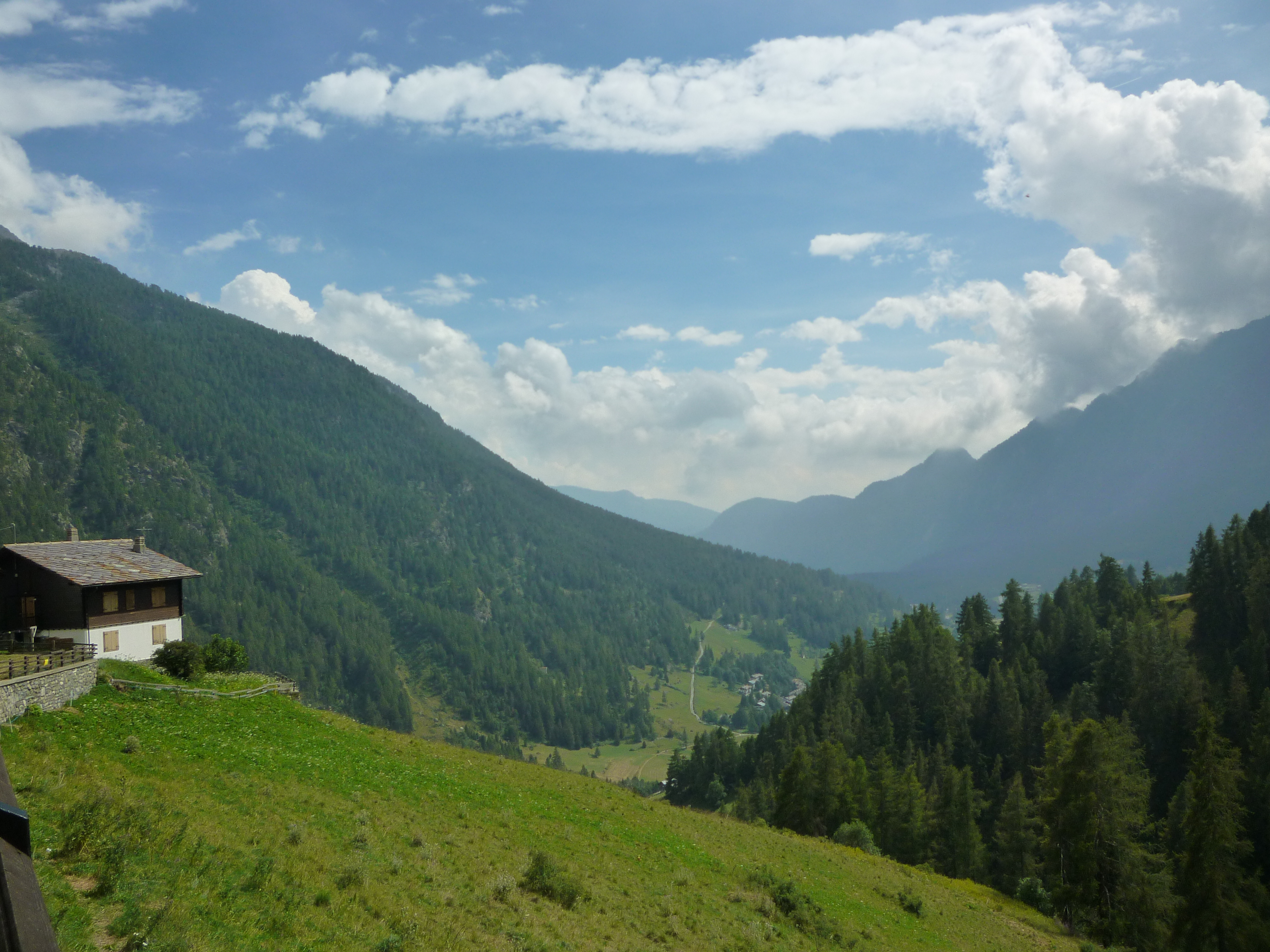
Panorama dell'alta val d'Ayas dal villaggio Bisous (Ayas)

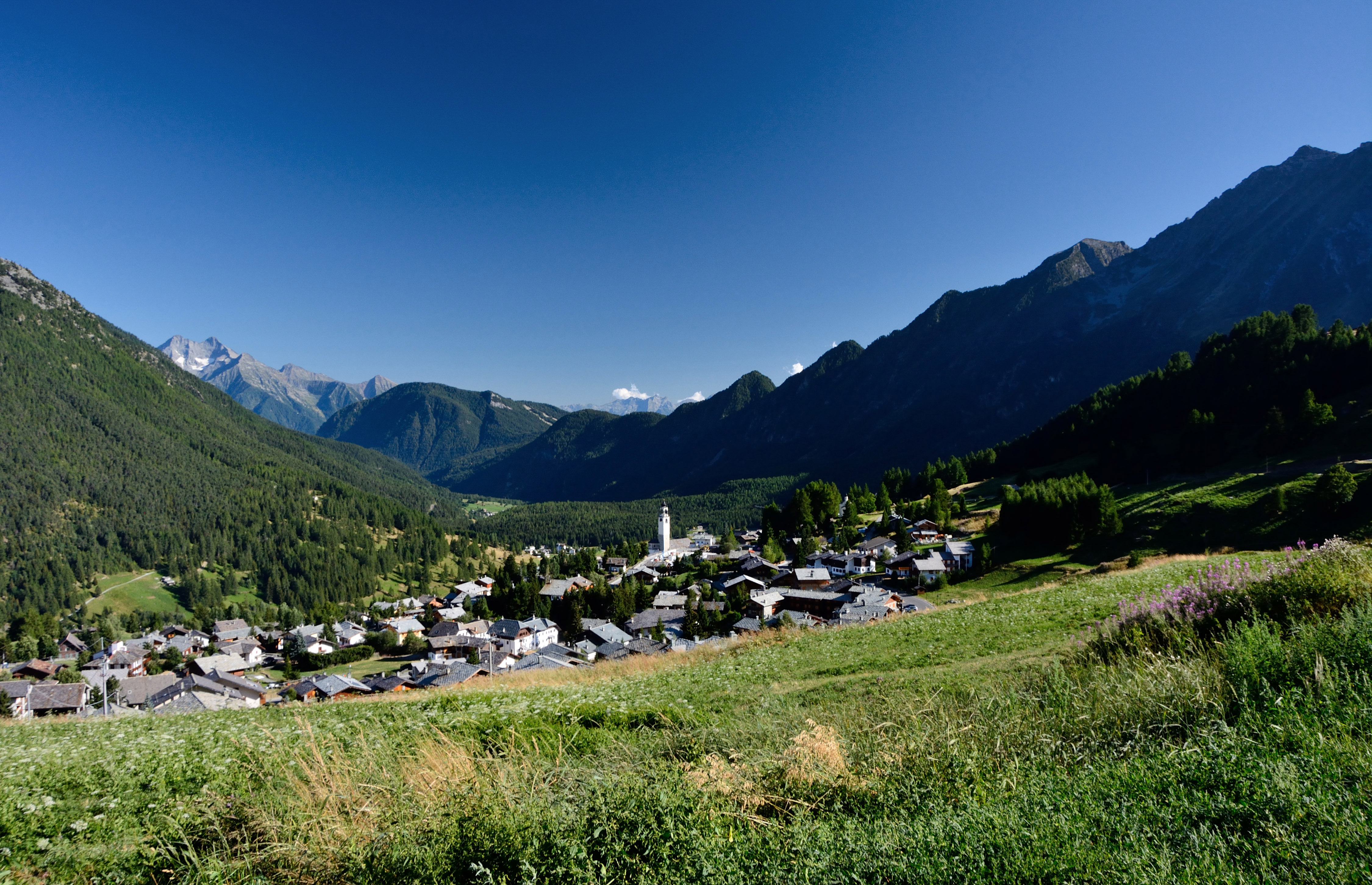
Antagnod

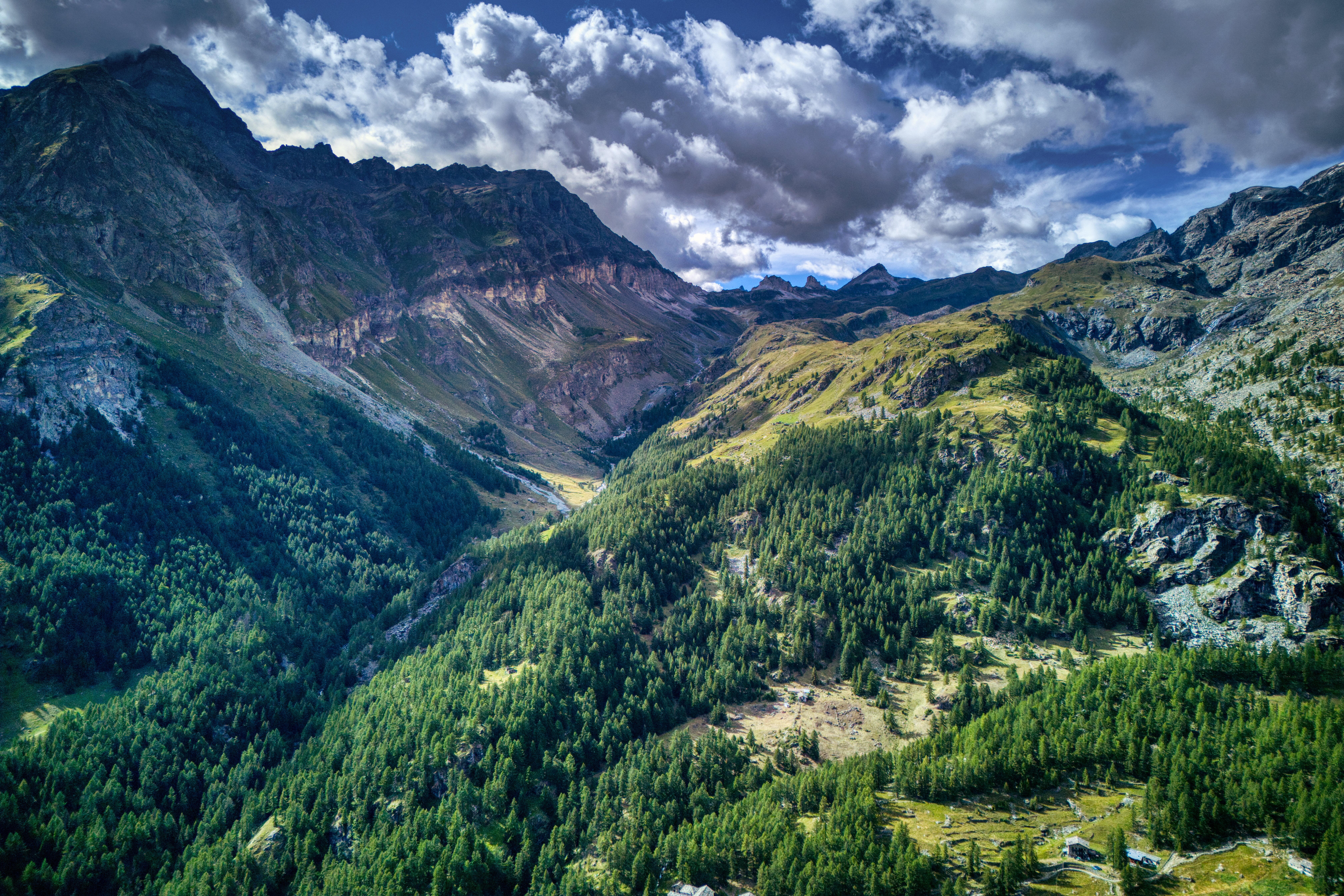
Il vallone delle Cime Bianche (vallon des Cimes blanches)

Fanno da corona alla valle alcune vette che superano i 4000 metri facenti parte del gruppo montuoso del Monte Rosa. In particolare tra queste si ricordano:
- Monte Breithorn (4.164 m)
- Roccia Nera (4.057 m)
- Castore (4.228 m)
- Polluce (4.092 m).

Oltre a questi monti ricordiamo:
- Grand Tournalin - 3.379 m - lungo lo spartiacque con la Valtournenche
- Monte Roisetta - 3.334 m - lungo lo spartiacque con la Valtournenche
- Testa Grigia - 3.315 m - lungo lo spartiacque con la valle del Lys
- Monte Rothorn (chiamato anche Bläch o Ròthòre in lingua walser) - 3.152 m - lungo lo spartiacque con la valle del Lys
- Monte Pinter - 3.132 m - lungo lo spartiacque con la valle del Lys
- Mont Néry - 3.075 m - lungo lo spartiacque con la valle del Lys
- Becca di Vlou - 3.032 m e Becca Torché - 3.015 m - dette le Dames de Challand
- Corno Bussola - 3.023 m - imponente montagna assai panoramica su tutta la Valle d'Ayas e la Valle d'Aosta
- Becca di Nana - 3.010 m - panoramica vetta, meta, ogni 14 agosto, di una funzione religiosa in ricordo di alpinisti caduti
- Monte Zerbion - 2.722 m - lungo lo spartiacque con la Valtournenche

### Valichi alpini
La valle non ha valichi alpini agevoli con le valli laterali (a parte il Col de Joux) e con il Vallese.
Si ricordano comunque i seguenti passi alpini:
- Schwarztor - 3.741 m - verso la Mattertal (Vallese);
- Colle superiore delle Cime Bianche - 2.980 m - verso la Valtournenche;
- Passo di Valfredda (in lingua walser, Valdònierfòrkò) - 2.805 m - verso la Valle del Lys, utilizzato specialmente per la traversata tra i rifugi Alpenzù e Arp;
- Colle Pinter (o Péntecoll) - 2.776 m - verso la valle del Lys;
- Col de Nannaz - 2.773 m - verso la Valtournenche;
- Colle Rothorn (in lingua walser, Salerfòrkò) - 2.687 m - verso la valle del Lys;
- Colle Bettaforca - 2.676 m - verso la valle del Lys;
- Col Chasten (o Col Boquiet; in töitschu, Tschasten Vurku) - 2.549 m - verso la valle del Lys;
- Col Dondeuil (o Col de Munes; in töitschu, Mühnu Vurku) - 2.338 m - verso la valle del Lys;
- Col Ranzola (in titsch di Gressoney, Arescoll) - 2.170 m - verso la valle del Lys;
- Col de Joux - 1.640 m - verso la valle centrale;
- Col Tsecòre (o col du mont Tseuc; in töitschu, Kek Horn)  1.607 - verso la valle centrale.
- Col de Saint-Pantaléon - 1.627 m - verso la valle del Lys

### Fiumi
La valle è attraversata dal torrente Évançon, affluente della Dora Baltea. Tra i canali  artificiali (rûs), da segnalare il Rû Courthod o Courtaud, costruito tra il 1393 e il 1433, che conduce le acque del torrente del vallone di Courthod fino al col de Joux e in seguito fino a Saint-Vincent, lungo un percorso di 25 chilometri.

### Laghi
- Laghi di Palasina
- Lago Blu

### Ghiacciai
Dalle vette scendono molti ghiacciai. Tra questi il principale è il Grande Ghiacciaio di Verra.

## Comuni
A partire dal fondovalle si incontrano i comuni di:
- Verrès. È collocato all'imbocco della valle ed è famoso soprattutto per il suo castello.
- Challand-Saint-Victor; ha dato il nome alla nobile famiglia valdostana Challant.
- Challand-Saint-Anselme, verde comune situato a 1.040 m s.l.m.
- Brusson. È famoso per il Castello di Graines e la Miniera di Chamoursière.
- Ayas, con la chiesa di Antagnod, l'antico nucleo di Lignod e la stazione sciistica di Champoluc.

## Cultura
La cultura Walser ha interessato nei secoli passati l'alta valle, in particolare la zona di Saint-Jacques, villaggio di Ayas, chiamata in passato "Canton des Allemands".

## Economia

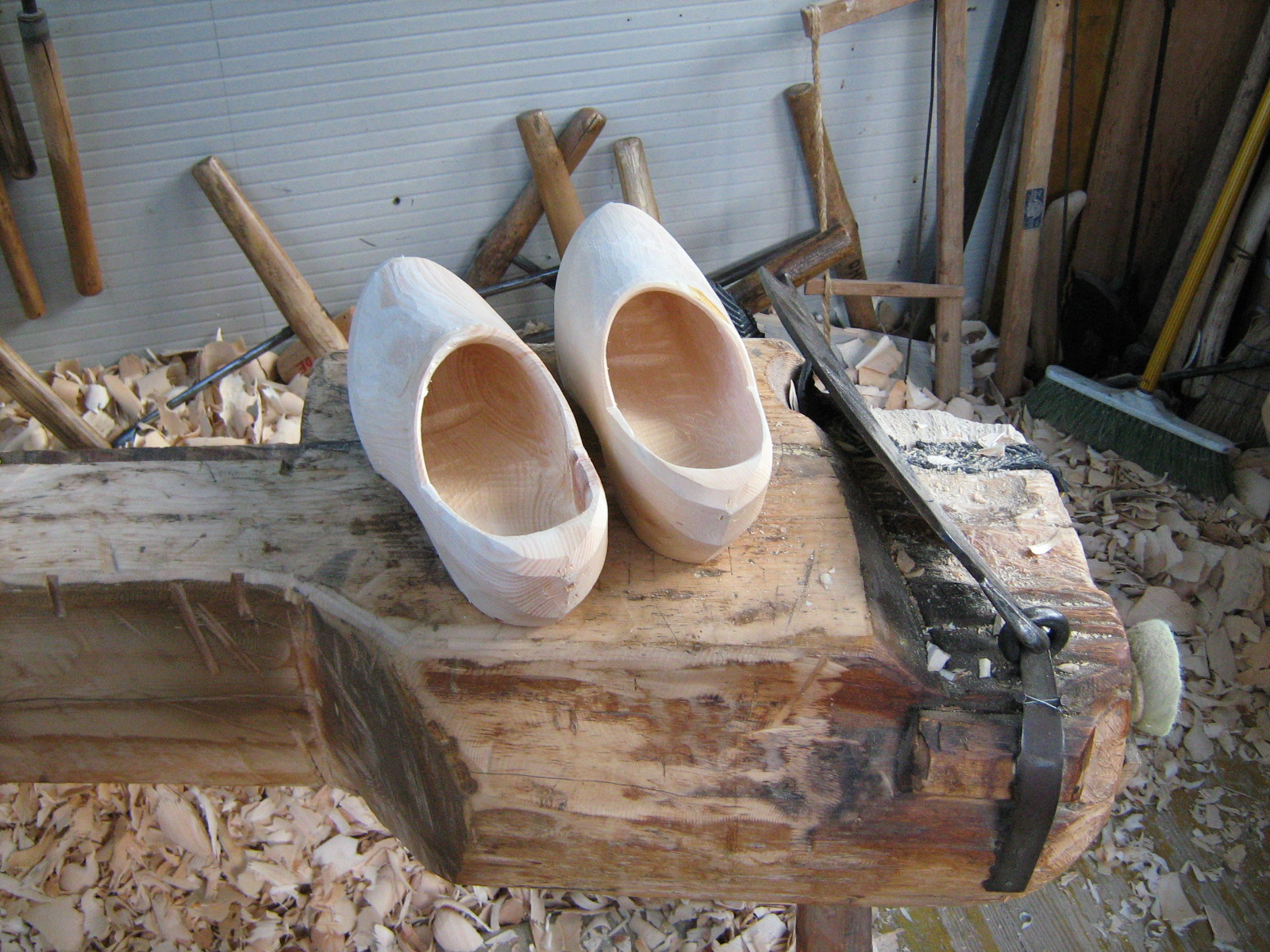
Sabots

### Artigianato
Importante e tipica è la lavorazione del legno finalizzata alla realizzazione di vari oggetti, tra i quali gli zoccoli denominati sabot.

## Turismo

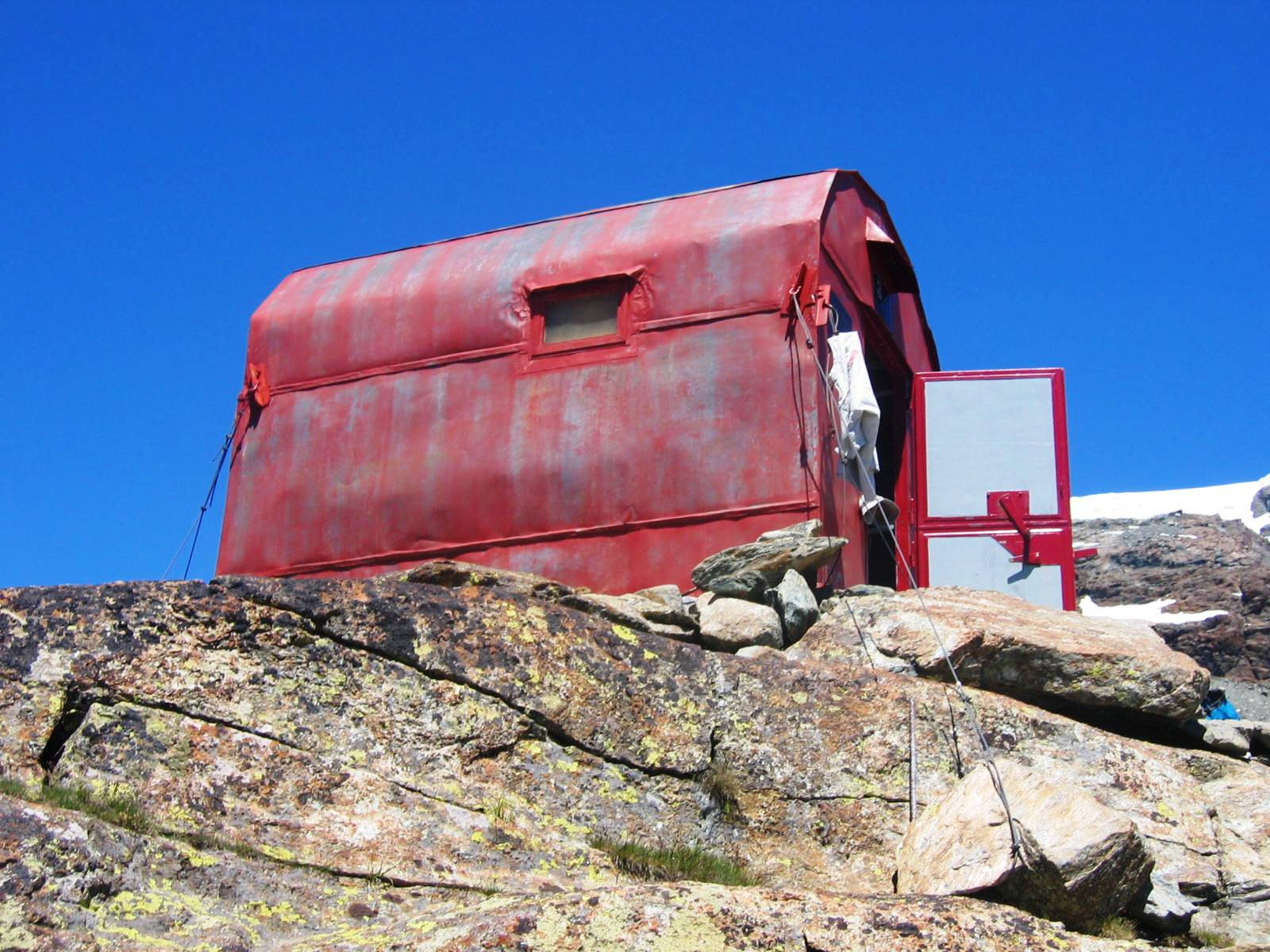
Il Bivacco città di Mariano, prima di essere stato colorato di giallo nell'estate 2008

Il centro turistico più importante della valle è Champoluc, uno dei tre villaggi che formano il capoluogo di Ayas (insieme a Antagnod e a Saint-Jacques).
Per accedere alle vette che contornano la valle e per l'escursionismo di alta quota è possibile utilizzare alcuni rifugi alpini e bivacchi collocati nell'alta valle:
- Rifugio Guide d'Ayas - 3.425 m
- Rifugio Ottorino Mezzalama - 3.036 m
- Rifugio Grand Tournalin - 2.600 m
- Rifugio Arp - 2.400 m
- Rifugio Ferraro - 2.090 m
- Rifugio Guide Frachey - 2.066 m
- Rifugio Vieux Crest - 1.985 m
- Bivacco Rossi e Volante - 3.750 m
- Bivacco Città di Mariano - 2.860 m

La valle è inoltre attraversata dall'Alta via della Valle d'Aosta n. 1, dal Tour del Monte Rosa e dal Gran Sentiero Walser.

## Strada carrozzabile
La strada carrozzabile Verrès-Champoluc venne iniziata nel 1887 ed ultimata nel 1894.

## Bibliografia

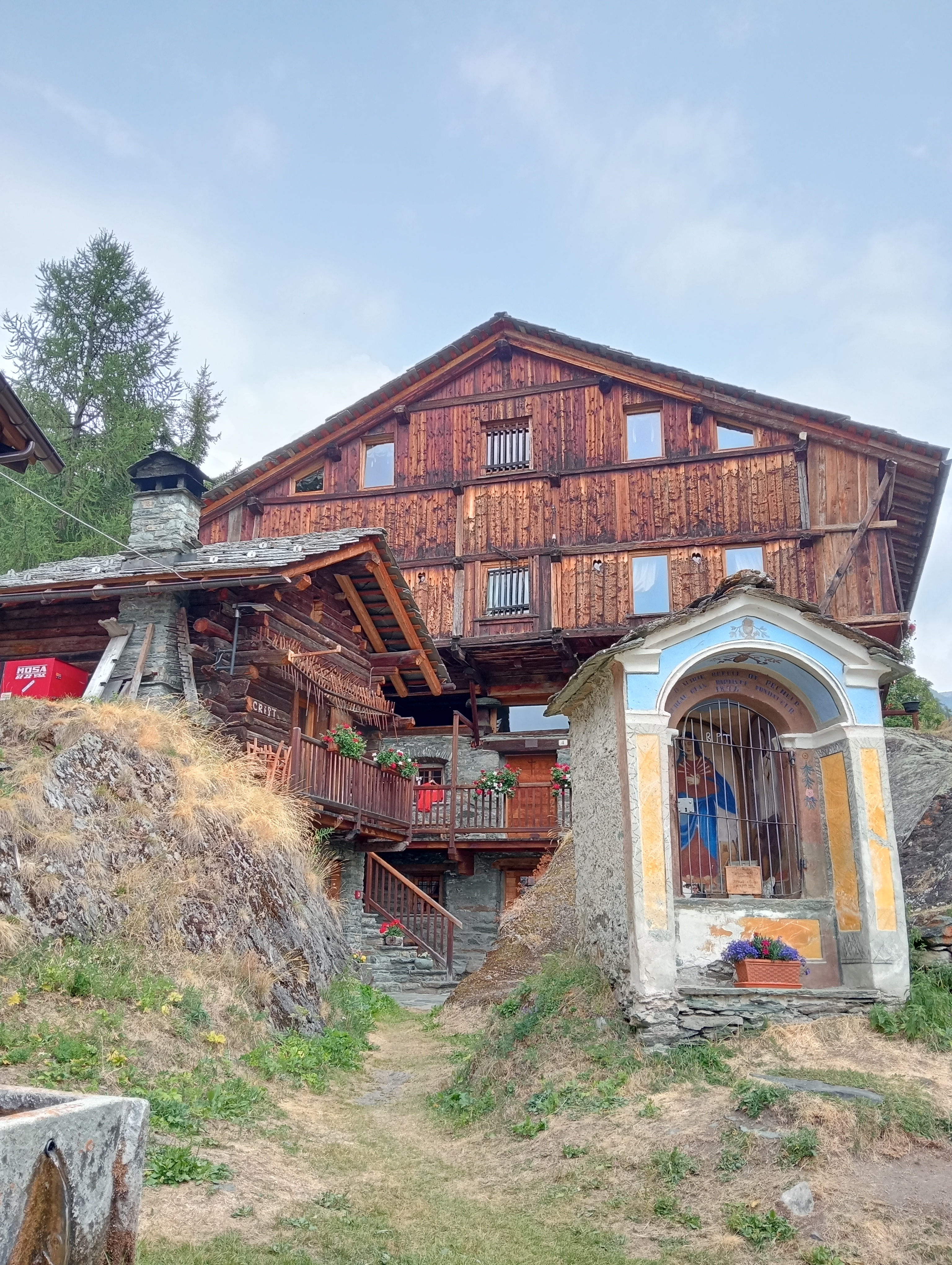
Architettura walser nel villaggio di Frantze (alta Val d'Ayas)